# Menna Bettu, Mangalore
Menna Bettu là một làng thuộc tehsil Mangalore, huyện Dakshin kannad, bang Karnataka, Ấn Độ.